# Catherynne M. Valente
Catherynne M. Valente (Seattle, 5 mei 1979) is een Amerikaanse schrijfster van fantasy en sciencefiction. Ze won hiervoor onder meer vijf Locus Awards, een Nebula Award, een Otherwise Award en een Mythopoeic Award.

## Biografisch
Valente werd geboren in Seattle en groeide op in Californië. Ze studeerde aan de University of Edinburgh en behaalde een bachelor in de klassieken met een specialisatie in Oudgriekse taalkunde. Ze debuteerde in 2004 als schrijfster met haar eerste boek The Labyrinth, dat zwaar leunt op de interne monologen van een meisje dat haar weg door een doolhof zoekt en minder op een verhaallijn. Dat laatste geldt voor meerdere titels uit Valentes beginjaren, zoals ook Yume No Hon: The Book of Dreams.
Valente bracht in 2006 en 2007 de The Orphan's Tales-serie uit, die officieel bestaat uit twee boeken, die allebei ook weer uit twee delen bestaan. Dit is een raamvertelling over een meisje in een paleistuin die verhalen vertelt aan een jongen, terwijl allerlei personages daaruit meer context krijgen in volgende verhalen. Valente won hiervoor zowel een Otherwise Award als een Mythopoeic Award. Ze won in 2012 Locus Awards in zowel de categorie beste young adult-boek (voor The Girl Who Circumnavigated Fairyland in a Ship of Her Own Making), de categorie beste novelle (voor Silently and Very Fast) als in de categorie beste novelette (voor White Lines on a Green Field). Het eerstgenoemde boek bleek het begin van een serie over de twaalfjarige September die in de fantasywereld van Fairyland belandt. De verhalen hierin zijn in eerste aanleg gericht op tieners, maar doorspekt met verwijzingen en kwinkslagen bedoeld om volwassenen aan te spreken.
Valente won in 2013 zowel haar vierde als haar vijfde Locus Award. De jury van Locus kende haar die toe voor het vierde deel van de Fairyland-serie (The Girl Who Soared Over Fairyland and Cut the Moon in Two) en voor de novelle Six-Gun Snow White, een westernversie van het Sneeuwwitje-verhaal. 

### Boeken
- 2004 - The Labyrinth
- 2004 - The Ice Puzzle
- 2005 - Yume No Hon: The Book of Dreams
- 2006 - The Grass-Cutting Sword
- 2009 - Palimpsest
- 2011 - Deathless
- 2015 - Radiance
- 2017 - The Glass Town Game
- 2018 - Space Opera
- 2018 - Mass Effect: Andromeda Annihilation
- 2021 - Comfort Me with Apples

### Novelles
The Orphan's Tales-serie
- 2006 - The Orphan's Tales: In the Night Garden[4] (Otherwise Award)
- 2007 - The Orphan's Tales: In the Cities of Coin and Spice[5] (Mythopoeic Award)[6]

A Dirge for Prester John-serie
- 2010 - The Habitation of the Blessed
- 2011 - The Folded World

Fairyland-serie
- 2011 - The Girl Who Circumnavigated Fairyland in a Ship of Her Own Making (Locus Award, Nebula Award)
- 2011 - The Girl Who Ruled Fairyland—For a Little While (prequel)
- 2012 - The Girl Who Fell Beneath Fairyland and Led the Revels There
- 2013 - The Girl Who Soared Over Fairyland and Cut the Moon in Two (Locus Award)
- 2015 - The Boy Who Lost Fairyland
- 2016 - The Girl Who Raced Fairyland All the Way Home

Overig
- 2011 - Silently and Very Fast (Locus Award)
- 2013 - Six-Gun Snow White (Locus Award)
- 2015 - Speak Easy
- 2017 - The Refrigerator Monologues
- 2021 - The Past Is Red

### Verhalenbundels
- 2010 - This Is My Letter to the World: The Omikuji Project, Cycle One
- 2010 - Ventriloquism
- 2011 - Myths of Origin
- 2013 - The Melancholy of Mechagirl
- 2013 - The Bread We Eat in Dreams
- 2018 - The Future Is Blue